# Max Klankermeier
Max Klankermeier (* 9. Juli 1909 in München; † 26. Juni 1996 am Tegernsee) war ein deutscher Motorrad- und Automobilrennfahrer, der auch unter dem Spitznamen „der Klankermaxe“ bekannt war.

## Karriere
Der gebürtige Münchener Max Klankermeier war von 1923 bis 1973 50 Jahre lang Mitarbeiter des Motorrad- und Automobilherstellers BMW. Dort war er maßgeblich am Aufbau der BMW-Sportabteilung beteiligt. Es war die Zeit, in der BMW-Motorrad-Gespanne insgesamt 20 Weltmeister-Titel erringen konnten und Walter Zeller 1956 in der Halbliterklasse hinter John Surtees (MV Agusta) Solo-Vizeweltmeister wurde.
Klankermeiers Hobby war der Sport. Es heißt von ihm, er hätte auch als Skirennläufer, Fußballspieler oder Leichtathlet erfolgreich werden können, trotzdem blieb er im Motorradsport und hier speziell in der Seitenwagenklasse aktiv. Mit 19 Jahren machte er den Führerschein. Hermann Wolz war Klankermeiers ständiger Partner im Seitenwagen. Wolz hatte noch einen Bruder, Max, der Solorennen fuhr. Die Wolz-Brüder waren ebenfalls gebürtige Münchner.
Max Klankermeier war bereits 1934 aktiver Geländefahrer, kam aber wegen des Zweiten Weltkriegs erst 1947 zur Fahrerlizenz und auch gleich zu seinem ersten Titel: Er wurde Seitenwagen-Juniorenmeister. 1948 gewannen Klankermeier und Wolz mit dem 600-cm³-BMW-Gespann auf dem Bavariaring in München und beim Rennen Rund um Schotten, 1949 wieder auf dem Schottenring, auf dem Hockenheimring, dem Nürburgring, der Solitude-Rennstrecke bei Stuttgart, dem Donauring und dem Norisring. Hinzu kamen drei Doppelsiege (Gespannklassen bis 600 und bis 1200 cm³) beim Karlsruher Dreiecksrennen, beim Schauinsland-Bergrennen und beim Hamburger Stadtparkrennen. Damit gewannen sie den Deutschen Meistertitel der Gespanne bis 600 cm³, nachdem sie bereits 1948 hinter Hermann Böhm und Karl Fuchs (NSU) Vizemeister waren. Besonders ihr Erfolgsjahr 1949 brachte dem Duo Klankermeier-Wolz insgesamt dreizehn Siege und vier zweite Plätze. Als Zugabe außerdem noch Platz drei in der Seitenwagen-DM bis 1200 cm³.
Im Jahr 1950 folgte für Klankermeier und Wolz mit Siegen auf dem Donauring, beim Schauinsland-Bergrennen, auf dem Norisring und bei „Rund um Schotten“ die Vizemeisterschaft in der 600er-Klasse, nur das NSU-Gespann Böhm und Fuchs lag im Endklassement vor ihnen. Am Saisonende 1950 verabschiedeten sich Klankermeier und sein Partner vom Straßenrennsport.
Klankermeier zog sich jedoch noch nicht gänzlich vom Rennsport zurück. Bei der 27. Internationale Sechstagefahrt 1952 in Bad Aussee in Österreich bekam er eine Goldmedaille mit dem BMW-Gespann und war auch noch bis 1954 mit Hermann Wolz als Geländefahrer unterwegs. Von 1957 bis 1961 fuhr er mit der BMW Isetta fünf Mal bei der Internationalen Österreichischen Alpenfahrt zum Sieg. 24 weitere Siege als Automobil-Rennfahrer gingen auf Klankermeiers Konto, stets mit BMW.
Im Jahr 1974 erhielt Klankermeier von Bundespräsident Walter Scheel die Verdienstmedaille der Bundesrepublik Deutschland. In seinen letzten Lebensjahren wohnte er in Gräfelfing. Max Klankermeier starb am 26. Juni 1996 im Alter von 87 Jahren.

## Statistik

### Erfolge
- 1947: Deutscher Junioren-600-cm³-Gespann-Meister auf BMW (mit Beifahrer Hermann Wolz)
- 1949: Deutscher 600-cm³-Gespann-Meister auf BMW (mit Beifahrer Hermann Wolz)

### Rennsiege
| Jahr | Klasse              | Maschine | Beifahrer    | Rennen                          | Strecke                  |
| ---- | ------------------- | -------- | ------------ | ------------------------------- | ------------------------ |
| 1939 | Gespanne (600 cm³)  | BMW      | Hermann Wolz | Hamburger Stadtparkrennen       | Hamburger Stadtpark      |
| 1939 | Gespanne (1200 cm³) | BMW      | Hermann Wolz | Hamburger Stadtparkrennen       | Hamburger Stadtpark      |
| 1948 | Gespanne (1200 cm³) | BMW      | Hermann Wolz | Rund um Schotten                | Schottenring             |
| 1949 | Gespanne (600 cm³)  | BMW      | Hermann Wolz | Eifel-Pokal-Rennen              | Nürburgring-Nordschleife |
| 1949 | Gespanne (600 cm³)  | BMW      | Hermann Wolz | Rund um Schotten                | Schottenring             |
| 1949 | Gespanne (600 cm³)  | BMW      | Hermann Wolz | Hamburger Stadtparkrennen       | Hamburger Stadtpark      |
| 1949 | Gespanne (1200 cm³) | BMW      | Hermann Wolz | Hamburger Stadtparkrennen       | Hamburger Stadtpark      |
| 1949 | Gespanne (1200 cm³) | BMW      | Hermann Wolz | Internationales Solitude-Rennen | Solitude                 |
| 1950 | Gespanne (600 cm³)  | BMW      | Hermann Wolz | Rund um Schotten                | Schottenring             |